# Фостер, Дейв
Дейв Фостер (англ. Dave Foster) — третий барабанщик американской гранж-группы Nirvana.
Он был уволен из группы, успев сыграть с ней всего лишь несколько концертов, из-за того, что не мог посещать репетиции часто. Фостер жил очень далеко от Курта Кобейна и Криста Новоселича, что делало репетиции с ним очень сложными. Последней каплей стал арест Фостера за нападение на сына мэра города Космополис, вследствие чего Дейв был отправлен в тюрьму на две недели и оштрафован на несколько тысяч долларов.